# 忠靈塔 (宜蘭市)
忠靈塔是一座位於臺灣宜蘭縣宜蘭市宜蘭中山公園的紀念碑，應紀念台灣日治時期為因公殉職日人而立。當前該結構是宜蘭縣唯一保存完好的忠靈塔設施。今已登錄宜蘭縣歷史建築。

## 沿革
忠靈塔為合祀宜蘭守備隊松尾大尉以下十三名將兵之碑，其原始碑座於1926年設立於武營，後待於1936年8月遷建至宜蘭公園內。當時該碑至掛在臺座上方，而碑文由時任台灣軍司令官陸軍中將柳川平助所立，臺灣步兵第一聯隊第二中隊長梅村大尉寫下相關文辭。碑文刻製則是由下川正吉負責。根據碑文內容，共有在鄉軍人分會、農林及小學校的農林校配屬、野口礁溪、蘇澳分會、砂田消防組、國際通運宜蘭支店長等民間店家參與該碑的建設。
戰後，碑文遭到破壞並置放於獻馘碑前，2001年，宜蘭市政府將碑石豎立在水泥基座上，並使用水泥修復原本的損壞部分，忠靈塔於後於2004年3月12日被列為宜蘭縣歷史建築。並於該址立有解說牌。

## 碑文
當前忠靈塔正面保存良好，其中碑石呈三角形，上尖下寬。在正面陰刻著以下文字：「忠靈塔 臺灣軍司令官陸軍中將柳川平助」，背面則刻有「改脩由來」碑文，然而由於部分碑文受損或遭到人為破壞及水泥覆蓋，目前部分字句並無法完整閱讀，故無法確定其具體內容。
。

本塔ハ臺灣步兵第一聯隊第二中隊蘭陽三郡下 各在鄉軍人分會農林及小公學校□□農林校配 
屬將校野口礁溪庄長小□蘇澳分會長砂田消防 組長及國際通運宜蘭支店長等ノ義醵並協力奉仕ニ依リ從來ノ碑石チ一新ツ 
境域ヲ清楚メテツノ以チ先輩英靈ノ偉業ニ應……ルモノナリ 
昭和十一年八月 第二中隊長梅村大尉白 下川正吉謹刻

## 另見
- 獻馘碑
- 臺南忠靈塔

## 外部連結
- 忠靈塔 - 宜蘭縣文化局 （页面存档备份，存于）